# Нікотин
Нікоти́н — алкалоїд, який продукують рослини родини пасльонових. Біосинтез нікотину відбувається в коренях рослин, а накопичується він у листках. Його основна функція — захист рослини від поїдання, особливо комахами. Тому в минулому нікотин широко використовувався як інсектицид, а в сучасну еру надалі використовують його аналоги, такі як імідаклоприд. Вміст нікотину в сухій траві тютюну становить від 0,6 до 5%. Нікотин міститься як у листі, стеблах, так і насінні тютюну.
В малій концентрації, тобто з середньої сигарети в організм, поступає приблизно 1 мг нікотину, речовина діє на ссавців як стимулятор. Це один із факторів, що спричинюють звикання до тютюнопаління. За даними Американської асоціації серця «звикання до нікотину є історично однією з тих шкідливих звичок, побороти які найважче». Фармакологічні та поведінкові риси звикання до тютюну аналогічні рисам звикання до таких наркотиків, як героїн та кокаїн.

## Історія та назва
Нікотин отримав назву від тютюну Nicotiana tabacum, який назвали на честь Жана Ніко де Вільмена, французького посла в Португалії, котрий надіслав тютюн та його насіння з Бразилії до Парижу в 1560 році, рекламуючи їхнє медичне використання. Вживання нікотину у вигляді паління або жування листків тютюну відоме дуже давно. У Московії паління було запроваджено Петром І після його відвідування Голландії та Англії. Вперше нікотин виділили із рослини в 1828 році німецькі хіміки Поссельт і Рейманн. Емпірична хімічна формула речовини була описана Мельсеном в 1843, а хімічна структура відкрита в 1893 році Адольфом Піннером. Вперше синтезували нікотин Пікте й Креп'є в 1904 році.

## Хімічні властивості
Нікотин — гігроскопічна масляниста рідина, яка в своїй основній молекулярній формі змішується з водою (нижче 60 та вище 210 градусів за Цельсієм нікотин розчиняється добре, а в межах 60-210 °C розчиняється погано). Добре розчиняється у органічних розчинниках, екстрагується ними з лужних водних розчинів, у менших кількостях екстрагується з кислих розчинів. Як азотнотвірна основа, нікотин утворює солі із зазвичай твердими, але розчинними у воді, кислотами. Нікотин легко проникає через шкіру. За фізичними даними, вільноосновний нікотин горить при температурі, нижчій за температуру кипіння, а його пари займаються в повітрі при 308 К (35 °C), попри низький тиск пари. Через це при спалюванні сигарети більшість нікотину згорає, проте вдихається досить, щоб отримати бажану дію.

## Оптична активність
Нікотин — оптично активна речовина. Природний нікотин має ліву хіральність ([α]d = -166.4o). Солі (-) нікотину мають праву хіральність. Правохіральний (+) нікотин має тільки половинну фізіологічну дію порівняно з природним (-) нікотином, і є слабшим, у тому сенсі, що для отримання однакового ефекту потрібна більша доза, ніж для енантіомеру.

## Фармакологія

### Фармакокінетика
Коли нікотин надходить в тіло, він швидко переноситься кровоносною системою і може подолати мозково-кров'яний бар'єр. У середньому потрібно близько семи секунд після вдихання, щоб речовина досягла мозку. Період напіврозкладу нікотину в тілі становить приблизно дві години
.
З тютюновим димом вдихається тільки незначна доля того нікотину, який містить тютюновий лист. Поглинута при палінні доза залежить від багатьох факторів, серед яких тип тютюну, те, чи вдихається дим, те, чи використовується фільтр. При жуванні чи нюханні тютюну, коли тютюн тримають у роті або втягують у ніс, зазвичай засвоєна доза набагато більша, ніж при палінні. Нікотин метабілізується в печінці ензимами цитохромів P450 (в основному CYP2A6, а також CYP2B6). Важливим метаболітом є котинін.

## Психічна дія
Дослідження свідчать про те, що за бажання стимулювати себе курець робить короткі швидкі затяжки, результатом яких є низький рівень нікотину в крові.
Цим стимулюється потенціал дії. За бажання розслабитися, курці роблять глибокі затяжки, що призводить до високого рівня нікотину в крові й пригнічує розповсюдження нервових імпульсів, діючи заспокійливо. При малих дозах нікотин має здатність підсилювати дію норадреналіну та дофаміну в мозку, що створює ефект типовий для психостимуляторів. Високі дози нікотин підсилює дію серотоніну, створюючи заспокійливий, знеболювальний ефект. Нікотин, в порівнянні з іншими наркотиками, унікальний, оскільки залежно від дози його дія змінюється від стимуляції до заспокоєння та знеболення.

## Залежність
Сучасні дослідження показують, що дія нікотину на мозок різнопланова. Звикання зумовлене тим, що нікотин активує шляхи винагороди — мережу в мозку, яка регулює почуття задоволення та ейфорії
Щоб зменшити шкоду здоров'ю від паління сигарет, найкраще кинути палити. Органи охорони здоров'я не рекомендують як задовільний спосіб пониження ризику ані зменшення кількості викурених сигарет, ані перехід на сорти сигарет із зменшеним вмістом смол та нікотину..
Одним із ключових нейротрансмітерів мозку є дофамін. Дослідження показують, що збільшуючи рівень дофаміну у мережі винагороди мозку, нікотин, як хімічна речовина створює сильну залежність. Чимало робіт стверджують, що залежність від нікотину сильніша, ніж від кокаїну чи героїну, хоча постійне його вживання має зворотну дію на поріг мережі винагороди. Аналогічно до інших наркотиків, нікотин призводить до розрегулювання виробництва дофаміну та інших стимулятивних нейротрансмітерів, оскільки мозок намагається компенсувати штучну стимуляцію. Коли встановлюється звикання, чутливість нікотинних ацетилхолінових рецепторів зменшується. Щоб компенсувати, мозок у свою чергу збільшує число рецепторів. Загалом це призводить до підвищення чутливості мережі винагороди, на відміну від інших наркотиків, таких як героїн чи кокаїн, які зменшують чутливість мережі винагороди.
Такі зміни в мозку залишаються в силі протягом місяців після того, як припинити споживання нікотину. Завдяки збільшенню чутливості мережі винагороди нікотинна «ломка» порівняно м'яка в порівнянні з етаноловою чи героїновою. Крім людей, нікотин може викликати залежність у багатьох інших тварин. Наприклад, призвичаєні до нікотину миші проявляють ознаки ломки після того, як їм його припиняють вводити.

## Токсичність
Нікотин є гангліонарною отрутою через його вплив на гангглії вегетативної системи. Він діє на ацетилхолінові рецептори, у низьких концентраціях збільшує активність цих рецепторів (що призводить до підвищення стимулюючого гормону адреналіну). Відтак холіноміметичні засоби (вареніклін, цитизин, лобелін тощо) використовуються  нікотинзамісною терапією.
В організмі людини метаболізується зазвичай у печінці шляхом окиснення та N-деметилювання. В процесі метаболізму відбувається розрив піролідинового циклу та N-метилювання піридинового кільця. За окиснення утворюється котінін. Нікотин легко окиснюється до нікотинової кислоти, однак у організмі людини немає для цього необхідних ферментів.
Медіанна летальна доза нікотину становить 50 мг/кг для щурів і 3 мг/кг для мишей. 40-69 мг (0,5-1,0 мг/кг) може бути смертельною дозою для дорослої людини.
Нікотин належить до надзвичайно смертельних отрут. Він набагато токсичніший, ніж інші алкалоїди на зразок кокаїну, медіанна летальна доза якого для мишей становить 95,1 мг/кг. Проливши концентрований нікотин на шкіру, можна отруїтися, навіть смертельно, оскільки нікотин проникає крізь шкіру й потрапляє в кровоносну систему.
Канцерогенність нікотину в чистій формі, а не у формі тютюнового диму, Міжнародним агентством з дослідження раку не оцінювалася, тому нікотин не вписаний в офіційний перелік канцерогенних речовин. Наукова література свідчить, що власне нікотин не сприяє розвитку раку в здорових тканинах і не має мутагенних властивостей, але прискорює ріст та міграцію наявних ракових клітин, а також сприяє перетворенню деяких передракових клітин у ракові.
Ознаки отруєння нікотину:
- гіперсалівація (рясна слинотеча);
- нудота;
- частішання пульсу;
- шум у вухах;
- запаморочення;
- відчуття страху (через активацію ацетилхолінових рецепторів збільшується адреналін);
- слабкість;
- тремор;
- спазми гортані, стравоходу, шлунку;
- блювота;
- порушення свідомості;
- звуженні зіниць;
- збліднення шкіри;
- посилене потовиділення.

Може настати параліч дихального центру.
Виявлення:
1. Реакція із реактивом Драгендорфа
2. Реакція із сіллю Рейнеке
3. Реакція із розчином йоду у діетиловому етері
4. Реакція із формальдегідом
5. Виявлення за ультрафіолетовими спектрами.

При першій допомозі необхідно забезпечити свіже повітря, дати понюхати нашатирний спирт, промити шлунок, за необхідності провести штучну вентиляцію легень, дати серцеві засоби.